# Universitat Oberta dels Països Baixos
La Universitat Oberta dels Països Baixos (en neerlandès: Open Universiteit Nederland) és una institució neerlandesa d'ensenyament a distància a nivell universitari. És una universitat independent finançada pel govern i utilitza una varietat de mètodes, inclosos materials escrits, Internet i seminaris nocturns o sessions diàries ocasionals.
La Universitat Oberta dels Països Baixos es va fundar el 1984 i es va obrir als estudiants aquell setembre. L'administració té la seu a Heerlen, a la província de Limburg, a l'extrem sud dels Països Baixos. La universitat compta amb centres d'estudi i suport dispersos pels Països Baixos continentals, així com centres d'estudis a Flandes i col·laboracions amb institucions d'Aruba, Bonaire, Curaçao, Sint Maarten i Surinam.
Des que es va fundar la Universitat Oberta, més de 250.000 estudiants s'han matriculat als cursos. Al setembre de 2016, aproximadament 15.000 estudiants estaven matriculats en centres d'estudi o de suport als Països Baixos, inclosos alguns residents d'altres països.